# Schadefonds Geweldsmisdrijven
Het Schadefonds Geweldsmisdrijven, geregeld in de Wet van 26 juni 1975, houdende voorlopige regeling schadefonds geweldsmisdrijven (Wet schadefonds geweldsmisdrijven), is een fonds opgericht om mensen die het slachtoffer zijn geworden van een geweldsmisdrijf en die als gevolg daarvan ernstig lichamelijk en/of geestelijk letsel hebben opgelopen, financieel tegemoet te komen in de door hen geleden schade. Het fonds, opgericht in 1976, wordt gefinancierd en in stand gehouden door het Ministerie van Justitie. Het is een zelfstandig bestuursorgaan beheerd door een commissie waarvan de leden onafhankelijk zijn en door de Kroon worden benoemd.

## De uitkering
Voor slachtoffers van geweldsmisdrijven ligt de uitkering tussen de € 1.000 en € 35.000. De hoogte van de uitkering wordt bepaald aan de hand van de Letsellijst van het Schadefonds. Er zijn zes zogeheten letselcategorieën. Om de hoogte van de uitkering te bepalen wordt er gekeken naar het lichamelijke en/of psychische letsel, de gevolgen hiervan en de omstandigheden waaronder het misdrijf plaatsvond. Hoe ernstiger het letsel, hoe hoger de bijbehorende letselcategorie.
Voor nabestaanden van een slachtoffer van een geweldsmisdrijf of dood door schulddelict bestaat de uitkering uit een vast bedrag van € 5.000. Daarnaast is er een extra vergoeding mogelijk voor de uitvaartkosten en voor de schade door het wegvallen van het inkomen van de overledene.
Voor naasten van een slachtoffer van een geweldsmisdrijf die hierdoor ernstig en blijvend letsel heeft opgelopen bestaat de uitkering ook uit een vast bedrag van € 5.000.
De uitkering is bedoeld als een tegemoetkoming in de schade (materieel en immaterieel) die iemand heeft geleden door het geweldsmisdrijf. Het is geen algehele schadevergoeding. De uitkering wordt gegeven als erkenning van het slachtofferschap.
Geweldsmisdrijven die vóór 1973 zijn gepleegd komen niet meer in aanmerking voor een uitkering.

## Werkwijze
Het fonds wordt beheerd door een (onafhankelijke) commissie. Aan de commissie is een secretariaatsbureau verbonden. Het bureau ontvangt de verzoeken om een uitkering, doet onderzoek, verzamelt en controleert de gegevens en neemt een beslissing in eerste aanleg. Het onderzoek omvat het inwinnen van informatie bij bijvoorbeeld politie, justitie en behandelend artsen. Indien de verzoeker het met de beslissing niet eens is, kan hij bezwaar maken bij de commissie.
Uit onderzoek blijkt dat veel slachtoffers van geweldsmisdrijven het bestaan van het Schadefonds Geweldsmisdrijven niet kennen. Hierbij is een belangrijke rol voor politie, slachtofferhulp, de advocatuur en bijvoorbeeld artsen weggelegd. Zij kunnen slachtoffers naar het fonds doorverwijzen.

## Voorwaarden
Het Schadefonds vergoedt niet de totale schade. Het verstrekt een tegemoetkoming die naar redelijkheid en billijkheid wordt vastgesteld. In de Wet Schadefonds Geweldsmisdrijven staan de vereisten waaraan een verzoek moet voldoen om in behandeling genomen te worden:
- Het misdrijf moet in Nederland zijn gepleegd. De nationaliteit van het slachtoffer is daarbij niet van belang, net zomin als het land waar het slachtoffer woont. (Voor geweldsmisdrijven in andere landen, zie ook Europese Unie.)
- Een verzoek om een uitkering dient binnen tien jaar vanaf de datum van het geweldsmisdrijf te worden ingediend. Als het slachtoffer redelijkerwijs niet valt aan te rekenen dat het verzoek niet binnen die termijn is ingediend, wordt het verzoek toch in behandeling genomen.
- Er moet sprake zijn van een opzettelijk gepleegd geweldsmisdrijf. Bij een geweldsmisdrijf past de dader geweld toe tegen de persoon van het slachtoffer. Dit geweld kan bestaan uit lichamelijk geweld (bijvoorbeeld mishandeling) of geestelijk geweld (bijvoorbeeld bedreiging of dwang). De dader moet het misdrijf opzettelijk hebben gepleegd.
- Er moet sprake zijn van ernstig geestelijk of lichamelijk letsel. Het door het misdrijf toegebrachte letsel moet naar zijn aard en gevolgen ernstig zijn. Dit geldt zowel voor lichamelijk als voor psychisch letsel. Lichamelijk letsel wordt als ernstig beschouwd wanneer dat bijvoorbeeld langdurige arbeidsongeschiktheid veroorzaakt. Ook letsel dat langdurige of blijvende uiterlijke dan wel functionele gevolgen heeft (bijvoorbeeld psychisch trauma, blind oog, zeer ontsierende littekens) wordt als ernstig aangemerkt. Er zijn meerdere factoren die meewegen om het begrip ernstig letsel vast te stellen.
- Er mag geen sprake zijn van 100 procent medeschuld. Er is sprake van medeschuld of medeaansprakelijkheid wanneer het slachtoffer het geweldsmisdrijf (deels) heeft uitgelokt of had kunnen voorkomen.
- Alleen schade die niet op andere wijze vergoed wordt, komt voor uitkering in aanmerking. In beginsel dient het slachtoffer de schade die is ontstaan door het misdrijf te verhalen op de dader. Wanneer aannemelijk is geworden dat het slachtoffer weinig kans op vergoeding heeft, zal het Schadefonds tot uitkering overgaan. De Staat treedt voor het bedrag dat het fonds aan de aanvrager heeft uitgekeerd in de rechten die deze ter zake van de door hem geleden schade tegenover derden heeft.
- Het Schadefonds vergoedt niet de totale letselschade, maar doet een uitkering naar redelijkheid en billijkheid. De uitgekeerde bedragen moeten worden gezien als een tegemoetkoming in de kosten.

## Europese Unie
Iedere EU-lidstaat beschikt over een vergelijkbaar fonds. Op 1 januari 2006 is de Europese richtlijn inzake schadeloosstelling van slachtoffers van misdrijven van kracht geworden. Sinds die datum kan het Nederlandse Schadefonds Geweldsmisdrijven voor Nederlanders die slachtoffer zijn geworden in een van de andere EU-lidstaten, een bemiddelende rol spelen bij de aanvraag die zij bij het Schadefonds van de betreffende lidstaat kunnen indienen. Het Schadefonds van die lidstaat handelt de aanvraag af.

## Caribisch Nederland
Sinds 1 april 2019 is de werking van het Schadefonds uitgebreid tot Bonaire, Sint Eustatius en Sint Maarten, de Caribische delen van het Koninkrijk. Dit is gebeurd met terugwerkende kracht: schadefeiten die zijn ontstaan tot twee jaar voor 1 april 2019 vallen onder de bevoegdheid van het fonds.